# Mexcala elegans
Mexcala elegans är en spindelart som beskrevs av George William Peckham och Elizabeth Maria Gifford Peckham 1903. Mexcala elegans ingår i släktet Mexcala och familjen hoppspindlar. Inga underarter finns listade i Catalogue of Life.